# Espionnage à Hong Kong
Pour plus de détails, voir Fiche technique et Distribution.
Espionnage à Hong Kong (titre original : Heißer Hafen Hongkong) est un film italo-allemand réalisé par Jürgen Roland sorti en 1962.

## Synopsis
Le journaliste allemand Peter Holberg se rend à Hong Kong pour rendre visite à son ami et collègue Dean Mallory. Dans l'ascenseur de l'hôtel, Holberg est invité par un étranger à rapporter un paquet de cigarettes ouvert dans la chambre 105. Peu de temps après, l'étranger est assassiné par les gangsters Li et Frank Marek. Ceux-ci courent également après le résident de la chambre 105, un certain M. Talbot. Après une course folle dans les montagnes, il meurt aussi. À la recherche de Dean Mallory, Peter Holberg est envoyé par le rédacteur en chef vers la journaliste Joan Kent. Elle l'informe que son collègue est maintenant mort. Joan découvre un microfilm dans le paquet de cigarettes qui est toujours en possession de Holberg. Holberg apprend enfin que Joan est la sœur de Dean et a pris sa place dans l'équipe éditoriale avec un pseudonyme. Elle espère en savoir plus sur le suicide présumé de son frère qui faisait des recherches sur l'espionnage industriel à Hong Kong.
À l'hôtel, Holberg est arrêté par l'inspecteur de police McLean. Il soupçonne le journaliste d'avoir assassiné Talbot. Personne ne soupçonne que Frank Marek et sa complice Colette May Wong sont liés à la secrétaire de McLean, Mary Hall, et la font chanter. C'est ainsi que Colette apprend que McLean soupçonne Holberg de posséder le microfilm. Colette garde cette information pour elle, de sorte que Marek croit d'abord que le microfilm a brûlé dans la voiture de Talbot. Pendant la nuit, Joan et Holberg, qui a été libéré de prison, sont drogués par les criminels. L'appartement de Joan et le bureau du journal sont fouillés. Néanmoins, les espions ne parviennent pas à mettre la main sur le microfilm.
Le lendemain matin, Holberg est à la recherche du Dr. Ellington, qui avait délivré le certificat de décès de Dean Mallory. Le médecin admet que Mallory avait une capsule de cyanure de potassium mordue dans la bouche. Il portait également une carte de visite de Colette May Wong. Peu de temps après, Holberg rencontre Colette, qui prétend être tombée amoureuse de Mallory. Afin de se venger de son assassin, elle a maintenant besoin du microfilm. Mais il ne faut pas longtemps avant que Marek ait Colette ainsi que Joan et Holberg en son pouvoir. Marek, qui est le meurtrier de Mallory, oblige Holberg à récupérer le microfilm dans une cachette. La situation semble totalement désespérée. L'inspecteur de police McLean apparaît, il avait reçu un tuyau de sa secrétaire Mary Hall au sujet des activités criminelles de Marek. Une bagarre s'ensuit. Colette tire sur Marek et parvient à s'enfuir vers le port avec le microfilm. Dans sa péniche, cependant, elle est surprise par Marek, qui avait équipé son arme avec prévoyance de cartouches à blanc. Marek tue d'abord Colette puis, pour éviter d'être arrêté, se suicide. Joan et Holberg se mettent en couple. Le microfilm, désormais sans valeur, finit dans la mer.

## Fiche technique
- Titre : Espionnage à Hong Kong
- Titre original : Heißer Hafen Hongkong
- Réalisation : Jürgen Roland
- Scénario : Gerd Christoph, Giorgio Simonelli
- Musique : Gert Wilden
- Photographie : Klaus von Rautenfeld
- Montage : Herbert Taschner (de)
- Production : Wolf C. Hartwig, Ludwig Spitaler (de)
- Société de production : Rapid-Film Gmbh, Cineproduzioni Associate
- Société de distribution : Gloria
- Pays d'origine :  Allemagne de l'Ouest,  Italie
- Langue : allemand
- Format : Couleur - 2,35:1 - Mono - 35 mm
- Genre : Thriller
- Durée : 100 minutes
- Dates de sortie :
  - Allemagne de l'Ouest : 23 mai 1962.
  - Finlande : 26 octobre 1962.
  - France : 7 décembre 1962[1].
  - Danemark : 18 janvier 1963.
  - Colombie : 28 août 1963.
  - Mexique : 27 août 1964.

## Distribution
- Klausjürgen Wussow : Peter Holberg
- Marianne Koch : Joan Kent
- Dominique Boschero : Colette May Wong
- Brad Harris : l'inspecteur de police McLean
- Horst Frank : Frank Marek
- Carlo Tamberlani : Dr. Ellington
- Dorothee Parker : Mary Hall
- Chu Mu : Li

## Production
En raison du succès des adaptations d'Edgar Wallace de Rialto Film, distribués par Constantin Filmverleih depuis 1959, de nombreux autres films policiers sont réalisés dans les années 1960 sur la base d'un schéma similaire. Wolf C. Hartwig, qui avait réalisé des films érotiques ou d'horreur avec Rapid-Film depuis 1957, veut profiter du succès du genre. Afin d'opposer quelque chose aux nombreux thrillers en noir et blanc de ses concurrents, Hartwig a l'idée de tourner des films en couleur devant un décor exotique. Les ingrédients sexe et violence doivent également augmenter la valeur visuelle de ses films. La logique de l'intrigue, cependant, a un rôle plutôt secondaire.
Wolf C. Hartwig engage le réalisateur Jürgen Roland ainsi que les acteurs Marianne Koch, Klausjürgen Wussow et Horst Frank, qui a déjà tourné dans plusieurs productions Rapid. La partenaire de Hartwig à l'époque, Dorothee Parker, se voit confier un rôle.
Afin de ne pas avoir à porter seul le projet de film, qui comporte de gros risques financiers, Hartwig trouve à Rome un partenaire de coproduction expérimenté avec Cineproduzioni Associate. La compagnie italienne apporte l'actrice française Dominique Boschero ainsi que les acteurs italiens Carlo Tamberlani, Renato Montalbano et l'Américain Brad Harris. L'acteur et bodybuilder Harris avait travaillé dans plusieurs péplums depuis la fin des années 1950 et sera coordinateur des cascades pour l'équipe de production autour du réalisateur Roland, qui est inexpérimenté dans les scènes de combat et d'action.
La colonie britannique de Hong Kong convient particulièrement bien comme lieu de tournage. De plus, la ville a une industrie cinématographique prospère avec un personnel expérimenté et une technologie moderne. La East Asia Development Company est disponible sur place en tant que prestataire de services pour le port de Hong Kong.
Le film est tourné dans des lieux d'origine à Hong Kong, notamment à l'aéroport international Kai Tak, au pic Kowloon et au Tiger Balm Garden.
Marianne Koch, Klausjürgen Wussow et Horst Frank se sont synchronisés pour la version allemande. Sinon, les doubleurs suivants peuvent être entendus dans la version allemande du film :
| Rôle              | Acteur             | Doubleur         |
| ----------------- | ------------------ | ---------------- |
| Colette May Wong  | Dominique Boschero | Eleonore Noelle  |
| Inspecteur McLean | Brad Harris        | Heinz Engelmann  |
| Dr. Ellington     | Carlo Tamberlani   | Robert Klupp     |
| Mary Hall         | Dorothee Parker    | Rosemarie Fendel |

Pour faire avancer l'intrigue économiquement et masquer la synchronisation, Wolf C. Hartwig a pour astuce le téléphone.